# Evgen Car
Evgen Car, slovenski gledališki igralec in dramski pisec, * 24. maj 1944, Dobrovnik

## Življenjepis
Po končani osnovni šoli in gimnaziji v Murski Soboti se je v Ljubljani vpisal na AGRFT in jo leta 1967 uspešno končal. V slovenskih gledališčih se je profiliral kot igralec, ki mu gledališka kritika priznava prefinjen občutek za oblikovanje komičnih značajev in v upodabljanju likov posebno človeško toplino in mehkobo. V letih 1968–1979 je bil član ansambla SNG Maribor, od leta 1980 naprej pa član Mestnega gledališča ljubljanskega. Gostoval je tudi v Slovenskem mladinskem gledališču, Eksperimentalnem gledališču Glej, Drami SNG v Ljubljani in Prešernovem gledališču v Kranju.

## Nagrade
- 1980 – nagrada Prešernovega sklada
- 1995 – Dnevnikova nagrada za najboljšega igralca Mestnega gledališča ljubljanskega v sezoni 1994/95

## Dela
- Poredušov Janoš – v prekmurščini pisana monodrama
- Szines Paraszt – pesniška zbirka v madžarščini